# Edmond Claessens

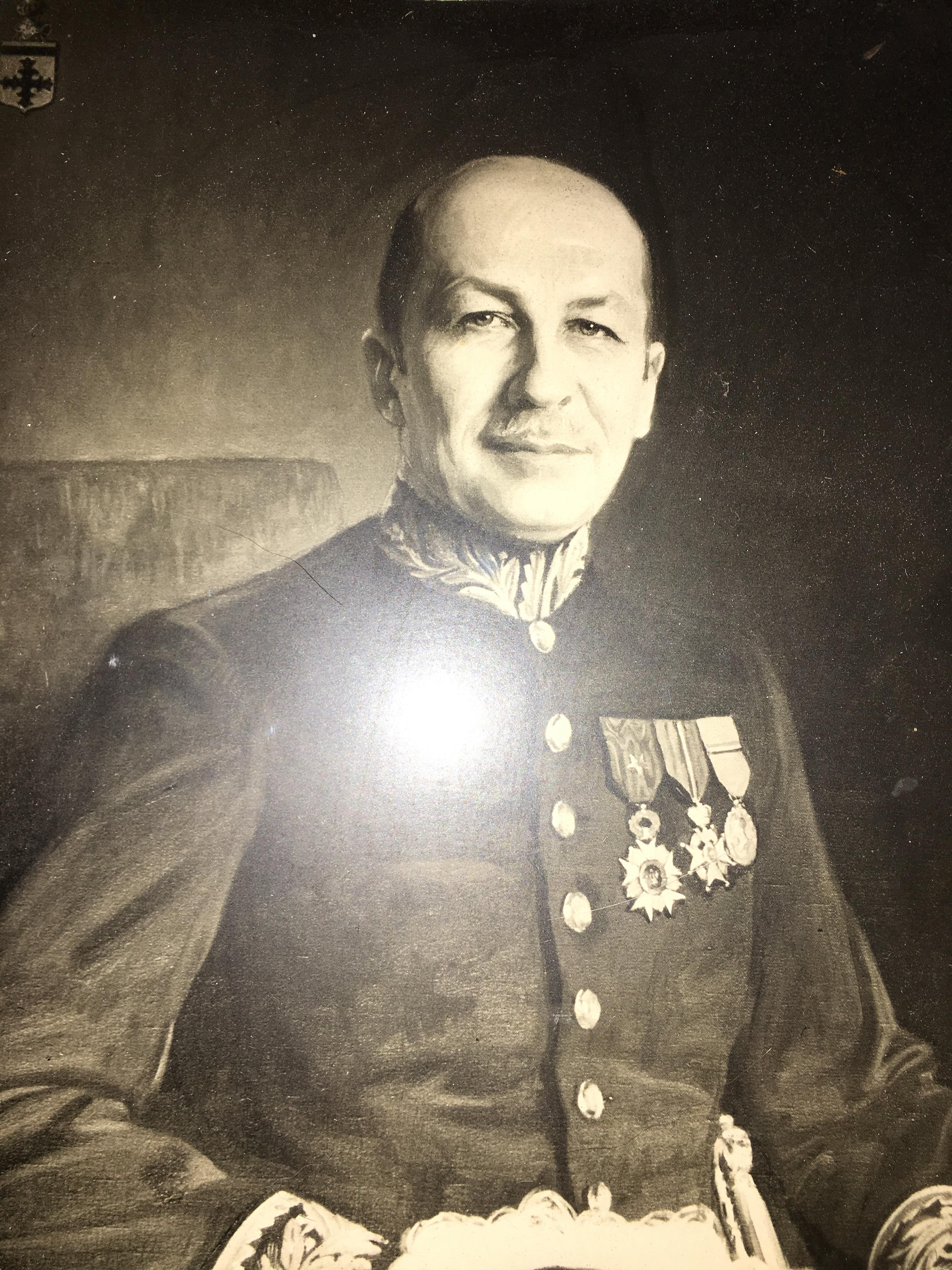
Edmond Claessens

Edmond Isidore Fernand Victor Claessens (Maastricht, 28 september 1882 - Heusy, 16 juli 1954) was een Belgisch senator.

## Levensloop
Beroepshalve was Claessens ingenieur (Universiteit Luik). Hij trad toe tot de gemeentelijke politiek in Heusy bij Verviers. In 1926 werd hij gemeenteraadslid en in 1933 schepen.
In 1932 werd hij verkozen tot katholiek provinciaal senator voor de provincie Luik en oefende dit mandaat uit tot in 1936.
In 1934 was hij lid van de algemene vergadering van de Katholieke Unie van België, als afgevaardigde van de middenstandsorganisatie.